# 基希塞巴赫河

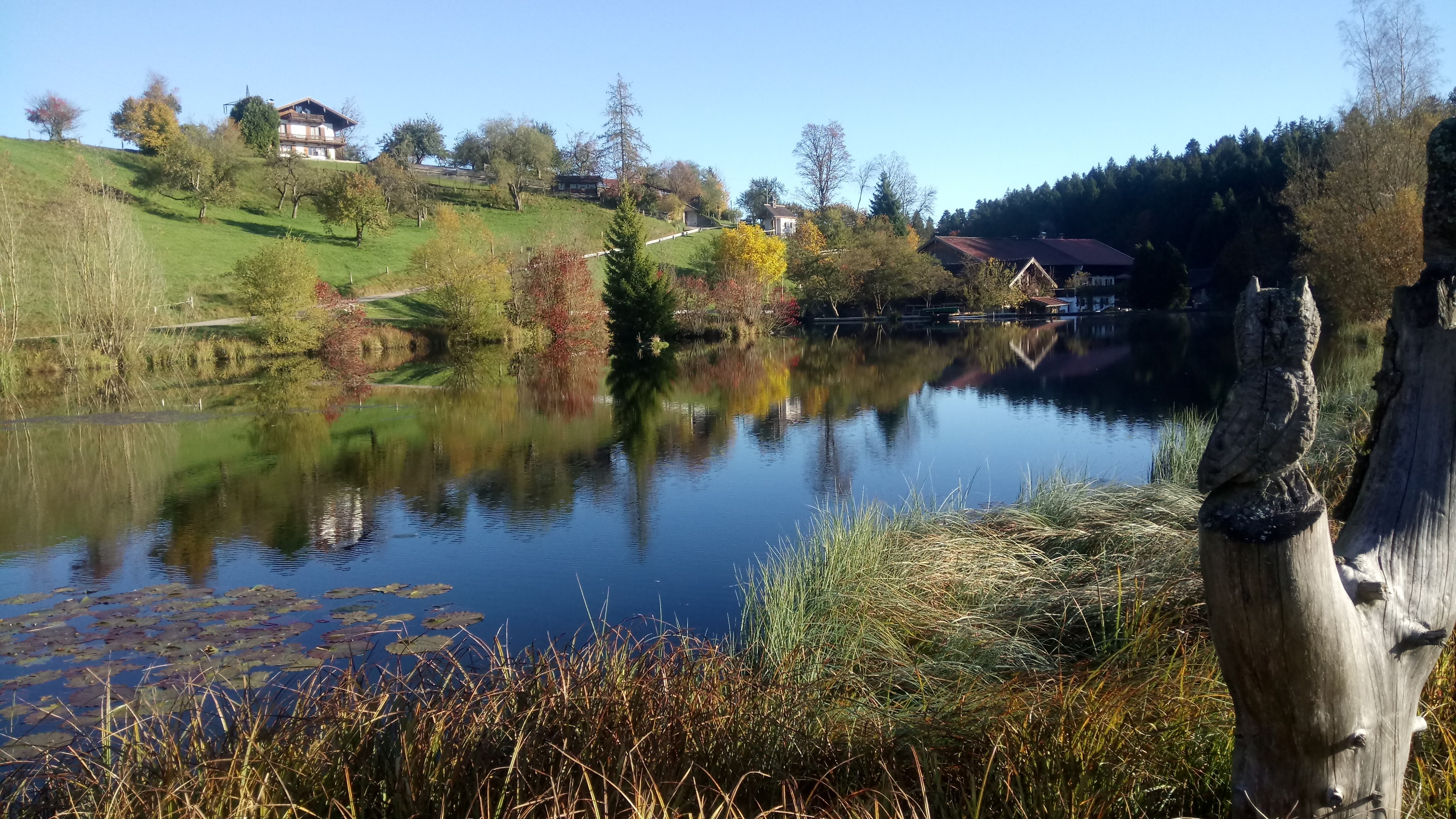

47°52′09″N 11°39′00″E / 47.86911°N 11.64996°E
基希塞巴赫河（德語：Kirchseebach），是德國的河流，位於該國東南部，由巴伐利亞負責管轄，屬於芒法爾河的支流，河道全長8.9公里，發源自基希湖，流經巴特特爾茨-沃爾夫拉茨豪森縣。